# Młyn w Policach nad Metují
Młyn w Policach nad Metují  − młyn w Czechach, w Sudetach Środkowych, w miejscowości Police nad Metují.
Młyn wybudowany został w 1708 przez oo. benedyktynów. Pierwszy młyn zakonników stał przy południowej stronie klasztoru. Oprócz benedyktynów jego najbardziej znanymi właścicielami byli przedstawiciele rodziny Pelly, którzy posiadali go przez 50 lat (1868-1918). Młyn kupił Josef Pelly, który założył tu piekarnię. Po śmierci Josefa młyn odziedziczyła jego żona Vilemína, która w 1887 sprzedała go swojemu synowi Josefowi Pelly'emu młodszemu, który ponownie wyposażył młyn, założył tu dobrze prosperującą piekarnię, a także kupił stodołę za szkołą. W 1902 młyn nabył jego brat Vilém i wynajmował go indywidualnym młynarzom i piekarzom do 1918, kiedy to sprzedał go za 90 000 koron młynarzowi Josefowi Beranowi, który wzbogacił się podczas I wojny światowej i mógł dzięki temu przestać płacić Pelly'emu czynsz. We wrześniu 1957 zlikwidowano młyn i piekarnię.